# 6B47
O 6B47 é um capacete balístico padrão das Forças Armadas da Federação Russa. Desenvolvido pela Armokom, faz parte do sistema de combate de infantaria Ratnik.

## História
Foi relatado que foi visto na Síria.

## Projeto
O 6B47 foi desenvolvido pela Armokom a partir de 2011. A empresa já havia desenvolvido e produzido os capacetes 6B7-1 e 6B7-1M para o exército russo.
O capacete 6B47 oferece proteção contra:
- Balas de calibre 9 mm 57-N-181S de uma pistola PM a uma distância de 5 metros;
- Simulações de fragmentos (bolas de aço com diâmetro de 6,3 mm e massa de 1,05 g) a uma velocidade não superior a 630 m/s.

O capacete permite o uso de equipamentos de comunicação padrão e difere dos capacetes anteriores pela capacidade de acoplar dispositivos de visão noturna e outros equipamentos. Ele mantém suas propriedades de proteção em temperaturas de -50 a +50 °C. Sua vida útil garantida é de pelo menos 8 anos, dos quais a vida útil garantida é de pelo menos 5 anos.
De acordo com Oleg Faustov, vice-diretor geral da Armocom, o 6B47 é o capacete mais leve fabricado pela empresa.

## Operadores
- Rússia[7]

### Ex-operadores
- Síria

## Galeria

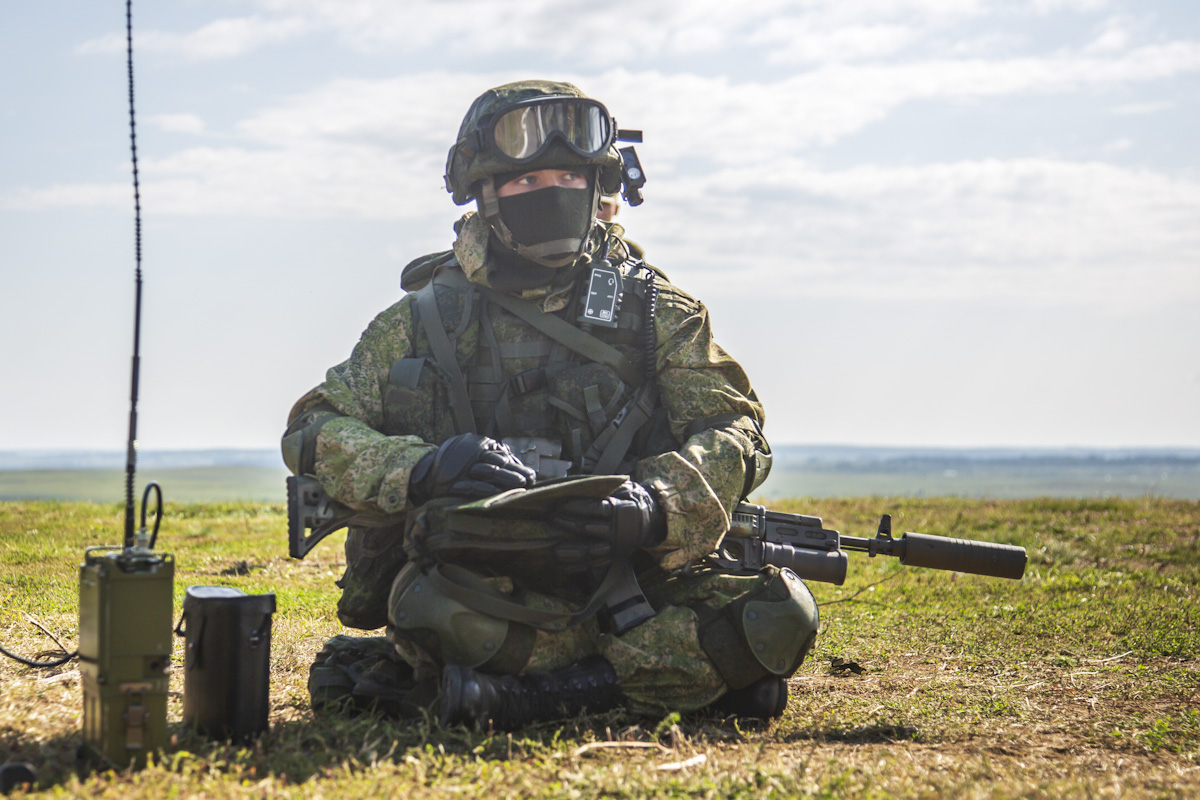
Soldado russo durante a Missão de Paz de 2018 usando capacete 6B47 com óculos 6B50
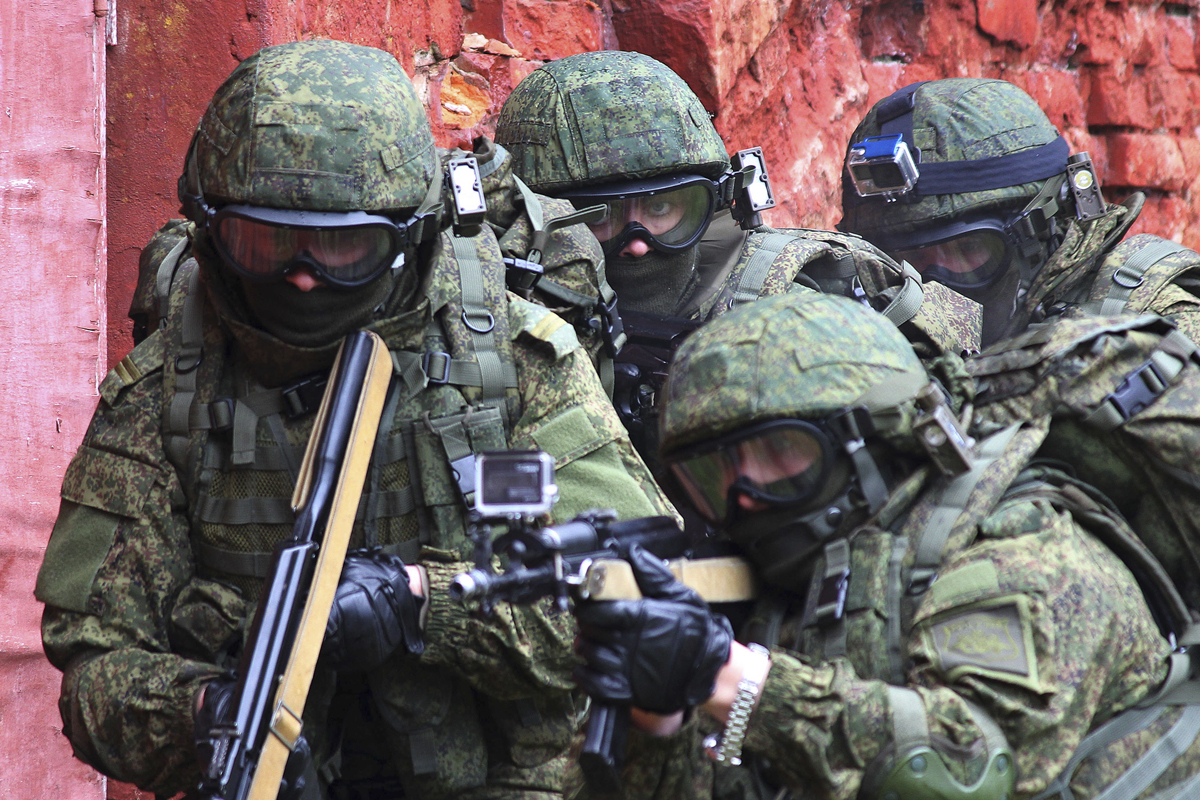
Treinamento do 313º Destacamento de Forças Especiais
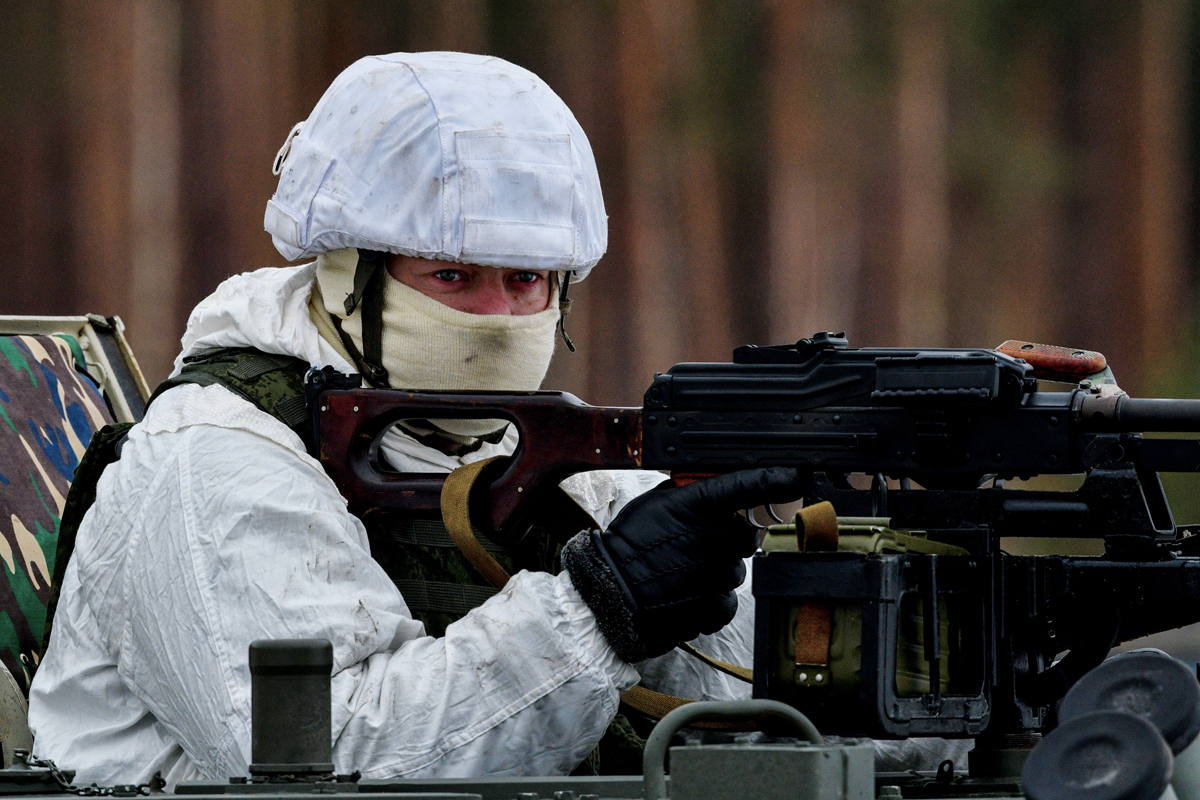
Treinamento da 2ª Brigada de Forças Especiais